# 天主教乔治王子城教区
天主教喬治王子城教區（拉丁語：Dioecesis Principis Georgensis）是加拿大一個羅馬天主教教區，屬溫哥華總教區。
1908年3月9日設育空-魯珀特王子城監牧區，1916年11月20日升為代牧區。1944年1月14日育空地區分出。1967年7月13日升為教區並易名至今。
教區位於卑詩省中北部，2004年有教友51,200人，佔轄區總人口21.8%。教區下轄廿二個堂區，有十九名司鐸。現任教區主教為斯德望·詹森。